# ハネムーンは無人島
ハネムーンは無人島（ハネムーンはむじんとう）は、1991年に松竹系劇場で公開された日本映画。

## キャスト
- 伊藤かずえ - 水島かほり役（劇場映画初主演）
- 尾美としのり - 石津卓也役
- 洞口依子 - 岡崎みどり役
- 土屋貴子 - 花田良子役
- 三浦浩一
- 高瀬春奈
- 菅田俊
- 森川正太
- 宍戸錠
- 江守徹

- 監督：伊藤秀裕
- 脚本：石山真弓、伊藤秀裕
- 音楽：Tokyo Hot Club Band
- 撮影：安藤庄平
- 美術：和田洋
- 録音：細井正次
- 照明：松井博
- 編集：菊池純一
- 監督補：佐藤敏宏
- 助監督：中嶋竹彦
- 協力：エールフランス、タヒチ観光局
- 協賛：ヤマハ発動機
- 企画：深沢日出夫
- プロデュース：松田幸雄（TBS）、深沢日出夫、内田貴夫、川崎隆
- アソシエイトプロデューサー：広瀬隆一（TBS）
- 製作者：静間順二
- 製作：TBS、ビッグバン
- 配給：松竹

| スタブアイコン | サブスタブ | この項目は、まだ閲覧者の調べものの参照としては役立たない、映画に関連した書きかけの項目です。この項目を加筆・訂正などしてくださる協力者を求めています（P:映画/PJ:映画）。 |